# تافامیدیس
تافامیدیس (انگلیسی: Tafamidis) دارویی است که برای تسکین علائم بیماری «پلی‌نوروپاتی خانوادگی آمیلوئید» (FAP) بکار می‌رود. این بیماری که با نامِ «آمیلوئیدوز خانوادگی ترانس‌تیرتین» هم شناخته می‌شود، نوعی بیماری نادر و تخریبی اعصاب است که بالقوه کشنده است.
تافامیدیس در نوامبر ۲۰۱۱ توسط آژانس دارویی اروپا و در سپتامبر ۲۰۱۳ توسط آژانس داروها و تجهیزات پزشکی ژاپن مورد تأیید قرار گرفت.
این دارو که یک ملحِ مگلومین است در یک کارآزمایی بالینی ۱۸ ماهٔ فاز ۲ و ۳  و یک پژوهش تکمیلی ۱۲ ماهه ثابت کرد که پیشرفت این بیماری را کُند می‌کند. تافامیدیس با دوز ۲۰ میلی‌گرم در روز، در بیماران بالغ مبتلا به مراحل اولیهٔ بیماری (مرحله ۱) بکار می‌رود.
مکانیسم عمل تافامیدیس، ایجاد ثبات کینتیک در فُرم تترامری پروتئین ترانس‌تیرتین است.